# Episodi di Hudson & Rex (terza stagione)
La terza stagione della serie televisiva Hudson & Rex, composta da 16 episodi, è stata trasmessa sul canale canadese Citytv dal 5 gennaio al 20 aprile 2021.
In Italia i primi dieci episodi della stagione sono stati trasmessi in prima visione assoluta su Rai 3 dal 4 settembre al 3 ottobre 2021. I restanti sei episodi sono andati in onda dal 12 giugno al 29 luglio 2022.
| nº | Titolo originale        | Titolo italiano         | Prima TV Canada  | Prima TV Italia   |
| -- | ----------------------- | ----------------------- | ---------------- | ----------------- |
| 1  | Origin Story            | Come tutto ebbe inizio  | 5 gennaio 2021   | 4 settembre 2021  |
| 2  | Manhunt                 | Caccia all'uomo         | 12 gennaio 2021  | 5 settembre 2021  |
| 3  | Into The Wild           | Nella natura selvaggia  | 19 gennaio 2021  | 11 settembre 2021 |
| 4  | Under Pressure          | Sotto pressione         | 26 gennaio 2021  | 12 settembre 2021 |
| 5  | Prescription-Rex!       | Prescrizioni            | 2 febbraio 2021  | 18 settembre 2021 |
| 6  | Endless Summer          | L'estate infinita       | 9 febbraio 2021  | 18 settembre 2021 |
| 7  | All In The Litter       | Legami di famiglia      | 16 febbraio 2021 | 19 settembre 2021 |
| 8  | Sleeping Beauty         | La bella addormentata   | 23 febbraio 2021 | 26 settembre 2021 |
| 9  | Grave Matters           | Sepolto vivo            | 2 marzo 2021     | 2 ottobre 2021    |
| 10 | Fanning The Flames      | Benzina sul fuoco       | 9 marzo 2021     | 3 ottobre 2021    |
| 11 | Blood On The Tracks     | Morte del passato       | 16 marzo 2021    | 12 giugno 2022    |
| 12 | Top Dog                 | Cane di punta           | 23 marzo 2021    | 19 giugno 2022    |
| 13 | Mansion On A Hill       | La casa sulla collina   | 30 marzo 2021    | 26 giugno 2022    |
| 14 | The Secret Life Of Levi | La vita segreta di Levi | 6 aprile 2021    | 3 luglio 2022     |
| 15 | Seeing Is Deceiving     | Niente è come sembra    | 13 aprile 2021   | 10 luglio 2022    |
| 16 | The Art Of The Steal    | L'arte della rapina     | 20 aprile 2021   | 29 luglio 2022    |

## Come tutto ebbe inizio
- Titolo originale: Origin Story
- Diretto da: John Vatcher
- Scritto da: Jackie May

### Trama
Nel terzo anniversario della partnership tra Charlie e Rex, i due acquistano un mazzo di fiori da portare sulla tomba della vecchia partner di Rex. Durante il cammino, Charlie racconta a Sarah come un rapimento ad alto rischio ha riunito i due nel loro primo caso. Infatti il piccolo Sam Hansen era stato rapito. Rex e la sua vecchia partner Grace Lindsay rintracciano il rapitore, che uccide Grace. Rex non vuole abbandonare il cadavere ma Charlie riesce a instaurare un rapporto e a permettere le indagini forensi. Charlie interroga Emma, madre di Sam, e Veronica, insegnante d'arte del piccolo. Nota un disegno con un uomo nero che osserva la sua casa. Indagano su Emma e l'arrestano, poiché il suo vero nome è Emma Crawford, su cui pende un mandato d'arresto per rapimento. La donna racconta a Charlie che è fuggita da suo marito Henry perché picchiava il povero Sam. Quindi si capisce che Henry sta tentando di riprendersi suo figlio, visto anche la somma di centomila dollari che ha destinato come ricompensa. Mentre Charlie torna a casa di Sam, un gruppo di manifestanti protesta perché il piccolo ancora non è stato ritrovato. Charlie rientra in centrale, ma Rex abbaia di continuo poiché sente l'odore del rapitore. Dalle registrazioni video si vede Charlie toccare un manifestante che poi parla con Veronica. Rintracciano quest'ultima, ma è morta uccisa dal rapinatore per tenersi tutti i centomila dollari. Scoprono che l'uomo si chiama Jackson Waters e vuole consegnare Sam a Henry che si trova al largo della costa. Jackson e Veronica si sono conosciuti durare le lezioni d'arte poiché lui doveva seguire un percorso riabilitativo visto le condanne ricevute. Charlie e Rex trovano Jackson e Sam al porto e arrestano il primo e salvano il secondo. Rex viene valutato se idoneo a continuare il lavoro e viene assegnato a Charlie che ne avrà la completa responsabilità. Rex, Charlie e tutta la squadra insieme a Emma e Sam si ritrovano per commemorare la morte di Grace davanti alla sua tomba.
- Ascolti Italia: telespettatori 481.000 – share 5,20%[1]

## Caccia all'uomo
- Titolo originale: Manhunt
- Diretto da: Eleanore Linda
- Scritto da: Carol Hay e John Callaghan

### Trama
Danny Winters è considerato l'assassino di Marcus Richards, entrambi lavoravano come buttafuori per rave party. Mentre Danny viene trasferito in tribunale, il furgone si ribalta per evitare un incidente e cosi Danny scappa rubando una moto. Vuole trovare l'unica prova che può scagionarlo: un video sul suo cellulare, che ha perso sul luogo del delitto. Nel frattempo Charlie e Sarah si prendono cura di Lynn O'Connell, moglie incinta di Danny. Rex e Charlie trovano la moto e seguono le tracce fino ad un edificio che risulta essere anche il luogo del delitto. Dal fascicolo emerge il nome di Brandon Fitzsimmons, che aveva visto Marcus e Danny litigare e la cui madre è stata truffata. Si capisce che Marcus aveva messo su una truffa per rubare soldi tramite un virus che entrava nei cellulari. Charlie e anche gli altri iniziano a dubitare della colpevolezza di Danny. Quest'ultimo prende Charlie e Rex in ostaggio, poi decide di accettare il loro aiuto per trovare il cellulare, ma vengono aggrediti da un uomo con fucile che ferisce Danny. Nel frattempo Jo e Jesse scoprono che Marcus aveva un complice che non poteva essere Danny. Anche Sarah e Lynn arrivano sul luogo del delitto per aiutare a trovare il cellulare ma vengono prese in ostaggio dall'aggressore di Charlie e Danny. Per fortuna, con l'aiuto di Rex, Charlie e Sarah arrestano l'uomo, che si scopre essere Mick Kerwin. Quest'ultimo non può essere l'assassino di Marcus poiché era stato arrestato. Si sospetta di Wayne Needles, l'organizzatore di rave party. L'uomo tenta di fuggire usando Claire Haines, avvocato suo e di Mick che è anche un pilota di aerei. Grazie alla localizzazione del telefono di Claire, Wayne viene rintracciato e arrestato. Rex e Charlie setacciano il luogo del delitto e trovano il cellulare di Danny. Il video mostra Wayne uccidere Marcus. Cosi Danny viene scagionato e Lynn gli mostra l'ecografia del loro bambino.
- Ascolti Italia: telespettatori 647.000 – share 6,10%[2]

## Nella natura selvaggia
- Titolo originale: Into The Wild
- Diretto da: Ruba Nadda
- Scritto da: Ken Cuperus

### Trama
Durante un'escursione di scout un corpo mummificato viene scoperto nella tundra di Terranova. All'inizio, anche in base all'abbigliamento, si pensa ad un colono del 1700 ma poi la pallottola rinvenuta nella schiena del cadavere porta a collocarlo in epoca molto recente: era un giovane sulla ventina di anni. Charlie interroga Edgar Vance, un giornalista e survivalista che aveva scritto un articolo su di un gruppo di survivalisti che vivono nella tundra. Costoro gli avevano regalato un ciondolo come quello rinvenuto addosso alla mummia. Edgar riferisce che nel campo sono nati diversi bambini da quando il gruppo si è stabilito là vent'anni fa: il primo era stato Heath, che potrebbe corrispondere alla descrizione del corpo ritrovato. Charlie e Rex partono alla ricerca di indizi e setacciano il luogo di ritrovamento, molto lontano da St. John. Trovano una pagina del libro "Il conte di Montecristo" che forse può essere utile alle indagini e Jesse cerca di risolvere il rompicapo. Nel frattempo, l'auto di Charlie viene sabotata e Rex trova una traccia, così i due iniziano una battuta di caccia per trovare il responsabile ma cala la notte e si devono accampare. I colleghi, preoccupati dal ritardo, iniziano le ricerche di Charlie avvalendosi dei ranger del parco e quindi anche di Kendra, amica di Charlie e ranger, che fa squadra con Sarah. L'indomani Charlie e Rex cercano innanzitutto una fonte d'acqua per dissetarsi: Rex la trova ma Charlie cade e sbatte la testa. Mentre lui è incosciente, Rex trova il campo dei survivalisti per chiedere aiuto. Charlie si risveglia all'accampamento salvato da Shale, Baron e quello che definiscono dottore e chiamano Casey. Constata che la sua pistola è stata rubata, mostra il ciondolo indossato dalla mummia a Shale, che lo riconosce come quello di Heath (ogni membro della comunità ne ha uno e sono tutti diversi). Charlie riferisce a Skye, la madre del ragazzo, della morte del figlio. Lei racconta di essere scappata dal marito violento e di essersi rifugiata al campo: qui aveva scoperto di essere incinta e partorito Heath, della cui esistenza il padre è all'oscuro. Charlie trova anche il sospettato che cercava ovvero Mateo Baron, assassino che ha scontato la sua pena. Lui giura di essere cambiato ma si capisce che l'arma di Charlie è stata rubata da lui. Rex sente un forte odore e inizia a scavare dietro la tenda di Mateo, trovando un fucile per mancini e il libro "Il conte di Montecristo" senza una pagina. Charlie vuole tornare in città per chiudere il caso. Shale, Mateo e il dottore iniziano a cercarlo. Viene trovato dal dottore che gli punta il fucile contro ma Rex interviene a risolvere la situazione. Kendra e Sarah sentono un rumore di spari e accorrono sul luogo. Nel frattempo, grazie a un suggerimento di Sarah che gli dice di leggere tra le righe, Jesse trova sulla pagina strappata una scritta che riporta il nome di Cat Coolidge, ovvero il dottore. Cat, da ubriaco, aveva confessato a Heath di aver ucciso il proprio padre. Così il ragazzo aveva indagato e scoperto il vero nome del dottore ed era deciso a denunciarlo ma Cat lo aveva ucciso e aveva lasciato il corpo nella tundra convinto di poter tornare in primavera per occultarlo. Charlie porta il corpo di Heath al campo per una cerimonia funebre. Mateo gli restituisce la pistola. Charlie e Rex diventano membri del campo ricevendo il ciondolo.
- Ascolti Italia: telespettatori 391.000 – share 3,80%[3]

## Sotto pressione
- Titolo originale: Under Pressure
- Diretto da: John Vatcher
- Scritto da: Derek Schreyer

### Trama
Davon Rudd, subacqueo, muore a causa della scarsa fornitura di ossigeno. Charlie è chiamato ad indagare con Jesse, che è a San Diego per una conferenza tecnologica. Charlie fa alcune domande al proprietario del ristorante J&J's Marina che conferma la cena che Davon ha tenuto con una donna. Charlie interroga la ex fidanzata Lucia Cruz che rivela di una sorpresa che consisteva nell'immersione in un luogo segreto che lei rifiuta. Charlie e Rex seguono le tracce fino a trovare l'auto con un tizio che tenta di manometterla. Sorpreso dai due scappa ma viene fermato da Rex così usa un telecomando che fa esplodere l'auto. Il tizio è Barry Lysiak che non vuole parlare. Si trova una corrispondenza con una denuncia per atti di vandalismo fatti al peschereccio del capitano Jack Swift che è stata ritirata. Si comprende che questi atti sono effettuati da un gruppo ecoterrorista chiamato: "Deep waters defender". Si scopre che Lucia né fa parte ma non è lei l'assassina. Barry inizia a collaborare e fa il nome di Jack che ha aumentato i guadagni nel momento di crisi della pesca. Le indagini proseguono e si sospetta che Jack è implicato in un traffico d'armi. Si punta anche a trovare la fotocamera subacquea di Davon che ha un GPS e potrebbe aver registrato il carico d'armi. Jack confessa del traffico illegale e di voler smettere ma le minacce verso l'equipaggio e le famiglie rendono difficile l'uscita dal traffico. Il suo contatto si chiama Zain che non ha mai incontrato e che modifica la sua voce. Si tenta di incastrare Zain usando Jack per rintracciarlo ma la cosa non va a buon fine. Non resta che recuperare la fotocamera visto che Charlie è un sub esperto. Charlie, Jo e Rex usano il capitano Jack e la sua barca e si immerge nel punto indicato dal GPS e trova la fotocamera ma viene aggredito da un altro sub che gli ruba la fotocamera e gli stacca il respiratore. Charlie riemerge e Rex lo salva, Joe e Jack lo rianimano. Charlie comprende che Zain è il proprietario del ristorante J&J's Marina che viene arrestato. Jesse sfrutta l'occasione di essere a San Diego per andare al Comic-Con.
- Ascolti Italia: telespettatori 462.000 – share 4,30%[4]

## Prescrizioni
- Titolo originale: Prescription-Rex!
- Diretto da: Harvey Crossland
- Scritto da: Cal Coons

### Trama
Briane Peters, presidente dell'organizzazione World Healing che raccoglie fondi per acquistare farmaci, subisce un tentato avvelenamento da oppioidi mescolati nello zucchero per caffè. Per fortuna si salva. Jesse trova delle email aggressive di Dana Mulvey, medico volontario che si lamentava di mancate forniture di farmaci per lo Zimbabwe. Dana è anche una vecchia amica di università di Jesse. Si sospetta anche di Rachel Garvey, vicepresidente dell'organizzazione, per un litigio avuto con Briane, ma Charlie e Rex la trovano morta nel suo appartamento, dove viene trovato anche un quaderno pieno di formule chimiche. Rex però si sente male quando annusa il cuscino del divano e la veterinaria rivela che il cane ha avuto un'overdose da oppioidi, contrastata con il Naloxone. Jesse parla con Dana poiché il quaderno è suo ma lei lo colpisce e fugge. Poco dopo Charlie viene avvisato da Briane che tre milioni della raccolta fondi sono spariti. Jesse e Charlie, insieme a Rex che si è ripreso, trovano Dana nascosta in un vecchio edificio dove ha creato un laboratorio per produrre idrocodone e altri farmaci a basso costo per curare i malati in Zimbabwe. Le indagini accertano che nel corpo di Rachel vi è Fenciclidina (PCP) usato per alterare l'ora del decesso. Nel video di una telecamera di sorveglianza si vede Dana incontrare Rachel, che ha in mano il suo computer, ora scomparso. Jesse interroga Dana, che confessa che lei e Rachel hanno spostato i soldi in un portafoglio digitale perché Rachel aveva scoperto che Briane rubava all'organizzazione. Si scopre che il vero nome di Briane è Jackie Parsons, una truffatrice. Al laboratorio Dana e Jesse vengono sorpresi da Jackie che punta la pistola e vuole i soldi. Dana le consegna una chiave USB con cui poter accedere al portafoglio ma Rex, arrivato con Charlie, afferra la chiavetta al volo. Jackie, disarmata, piuttosto che finire arrestata decide di ingerire un flacone di idrocodone. Rex recupera il naloxone nell'auto di Charlie salvandole la vita.
- Ascolti Italia: telespettatori 373.000 – share 3,70%[5]

## L'estate infinita
- Titolo originale: Endless Summer
- Diretto da: Elanore Lindo
- Scritto da: Simon McNabb

### Trama
Katie Davidow insieme a sua madre sta commemorando la perdita della sua amica Laura Patel. Katie viene rapita proprio nel punto in cui la sua amica è stata uccisa due anni prima; seguendo Rex, Charlie e Sarah trovano un passamontagna strappato e tracce di pneumatici. Charlie e colleghi corrono contro il tempo per salvare la ragazza, nel mentre seguono i sospetti dell'indagine sull'omicidio dell'amica. Laura aveva intrecciato una relazione online con un tizio che aveva come nickname "Romeo", impossibile da rintracciare perché usava un browser che cripta i messaggi. Nel fascicolo dell'indagine risultano due sospettati: Michael Haverman e Zach Richmond, uno di loro potrebbe essere il rapitore di Katie. Il primo è ora in sedia a rotelle per un tumore alla spina dorsale, viene scartato. Il secondo si è nel frattempo sposato con Molly; Charlie chiede loro un alibi per l'ora della scomparsa di Katie ma le versioni sono discordanti. Zach fugge con un furgone non suo forse rubato o noleggiato. Molly viene ascoltata nuovamente da Charlie e confessa che lei e il marito quel giorno hanno visitato la tomba della nonna di Zach che era stata l'unica a credere nella sua innocenza. Si scopre che Katie era ossessionata dal trovare chi si nasconde dietro "Romeo" e aveva contattato un certo "Segugio" per farsi aiutare. Jesse pensa che i due nickname siano usati dalla stessa persona. Il DNA trovato sul passamontagna non corrisponde ai due sospettati. Rex, grazie al suo fiuto, associa il passamontagna a Molly, che racconta a Charlie che quattro mesi fa hanno subito in casa un furto di gioielli e di un passamontagna. Nel cellulare di Katie viene trovato l'indirizzo di un capanno da pesca. Andato là, Charlie vede Katie legata su una barca che sta lasciando il vicino porticciolo; Sarah trova la collana di Zach nel capanno. La barca viene successivamente ritrovata abbandonata. Jesse ha la conferma che dietro Segugio si nasconde Michael, che interrogato ammette di essere stato contattato da Katie ossessionata dal voler incastrare Zach. Quando si scopre che il furgone è stato noleggiato dalla stessa Katie, Charlie capisce che la ragazza ha inscenato tutto: ha rubato in casa di Zach e ha finto di essere stata rapita. Ma Katie non sa che è Michael l'assassino di Laura, che l'uomo non ha nessun tumore e che il suo aiuto nasconde un piano ben congegnato per sbarazzarsi di lei usando la sua ossessione. Anche Zach è stato rapito da lui. Rex e Charlie trovano i tre e arrestano Michael per l'assassinio di Laura e Katie per furto e procurato allarme. Inoltre Charlie chiede scusa a Zach perché è stato accusato ingiustamente.
- Ascolti Italia: telespettatori 446.000 – share 4,40%[5]

## Legami di famiglia
- Titolo originale: All In The Litter
- Diretto da: Filipe Rodriguez
- Scritto da: Cal Coons

### Trama
Karl Bruell è un informatore di Jo a cui da un appuntamento per dargli delle dritte. Jo lo trova gravemente ferito tanto da morire ma riesce a sussurrare una parola: "Tros". Sulla posto Rex sente un forte odore su un cumulo di immondizia che Sarah dovrà esaminare. Il sospettato è Randy Share, un contrabbandiere ora broker doganale. Un mese prima, Karl era andato da lui per ottenere un lavoro come manutentore. Rex è sotto processo dopo che il suo DNA, tratto da dei peli, è stato scoperto sulla sacca per cadaveri di Karl. Charlie pensa che Rex essendo nato da una cucciolata di sette potrebbe avere un gemello. Infatti Otto è il gemello di Rex che ha un cancro alla milza e necessità di una trasfusione di sangue da parte di Rex. Un altro fratello di Rex è Bucky di proprietà di Larissa, una terapeuta che conosceva Karl per via dei suoi problemi dovuti al passato da militare. La parola tros potrebbe stare per Trent Ross, un amico di Karl visto che erano nella stessa unità. Dal cumulo d'immondizia viene rinvenuto anche un foglio di carta che riporta una sigla che si rivela essere un sigillo doganale. Tent lavora su un mercantile e viene arrestato. Dal sigillo risalgono ad un container che nasconde un carico di cellulari contraffatti di poco valore. Però, scoprono che i cardini della porta sono troppo nuovi quindi si pensa ad uno scambio di container. Larissa e Bucky tentano di far parlare Trent. Questi confessa che tros sta per albatros, suo soprannome datogli dalla sua unità perché portava sfortunata. Trent ha paura di essere ucciso ma fa il nome di Randy che ha assassinato Karl poiché quest'ultimo voleva denunciare il carico di oppio che Randy importava dall'Afghanistan. Infatti Randy ha minacciato la madre di Karl poiché voleva da lui un contatto afgano per importare la droga. Karl chiama Trent per via del suo lavoro e usa il mercantile per trasportare il carico, inoltre chiede a Trent di effettuare lo scambio. Quest'ultimo da alla polizia anche la posizione del container. Charlie si finge Trent visto che Randy non l'ha mai visto. Rendy mette alla prova Charlie con delle domande e capisce di trovarsi di fronte un poliziotto. Cosi fugge ma Rex e Bucky riescono a fermarlo e Jo lo arresta. Trent riceve una lieve condanna mentre Randy viene accusato di traffico e omicidio.
- Ascolti Italia: telespettatori 467.000 – share 3,70%[6]

## La bella addormentata
- Titolo originale: Sleeping Beauty
- Diretto da: Bosede Williams
- Scritto da: Sonja Bennett

### Trama
Charlie e Rex indagano sulla morte di Stacey, un'animatrice per bambini travestita da principessa che lavora per l'agenzia "Principesse in affitto". La morte avviene in modo sospetto alla festa di compleanno di una bambina. Dai sopralluoghi trovano un'impronta che potrebbe essere utile per l'indagine. Il proprietario dell'agenzia è Rick Dobram. Quando Rex sente un odore provenire dal furgone di Rick, Charlie trova tracce di valium in pacchi regalo. Rick fugge ma Rex lo ferma. Quest'ultimo, interrogato, racconta che Stacey era una delle sue spacciatrici e voleva smettere di spacciare alle sue clienti. Prima di morire Stacey potrebbe aver cancellato l'ultima chiamata sul telefonino. Si pensa avesse una relazione con Otto, uno dei padri presenti alla festa, famoso blogger e imprenditore. In realtà i due avevano una profonda amicizia. Si scopre che Stacey era incinta e prima di morire aveva ingerito valium tramite uno smoothie che produce proprio Otto. Risalgono alla chiamata cancellata fatta verso Ron, ex marito di Melina e padre della bambina che festeggiava il compleanno. Un video di un centro commerciale mostra la vittima in compagnia di Corbin, altro padre presente alla festa con sua moglie Alin e sua figlia Sofia. Interrogato, Alin parla di un rapporto aperto mentre Corbin chiede un avvocato poiché non aveva avuto rapporti con lei. Scoprono che Corbin aveva aiutato Stacey a comprare casa. Questo, unito ai risultati del Dna, porta Charlie a capire che Stacey faceva da madre surrogata a Corbin e Alin che in Canada è illegale. Ulteriori analisi rivelano che Stacey è morta per anossia celebrare e quindi non poteva cancellare la chiamata. Questo porta ad arrestare Melina che aveva scoperto che Stacey voleva parlare con Ron per raccontargli della droga che Melina voleva acquistare da lei. Questo avrebbe permesso a Ron di ottenere la custodia della figlia, quindi Melina droga Stacey con il valium e ne ha causato la morte.
- Ascolti Italia: telespettatori 548.000 – share 4,20%[7]

## Sepolto vivo
- Titolo originale: Grave Matters
- Diretto da: Eleanore Lindo
- Scritto da: Derek Schreyer

### Trama
È il giorno del quinto anniversario di un vecchio caso su cui Charlie ha lavorato che riguarda Garrett Frost, un rapitore che sequestrava persone a scopo estorsivo e poi le uccideva. Mentre passeggia con Rex, vengono narcotizzati con dei dardi sparati con un fucile per animali. Charlie si risveglia rinchiuso in una cassa e sepolto vivo mentre Rex è legato con una corda. Jo riceve un'email dal rapitore e partono le ricerche per trovare i due. Nel frattempo, il rapitore chiama e chiede cinquecentomila dollari di riscatto. Jesse deve convertire la voce camuffata per trovare dei riscontri e scopre dei rumori di sottofondo che non sono riconoscibili. Rex fugge rompendo la corda. Il rapitore chiama Jo e li invia un link di una telecamera che riprende in diretta video Charlie. Jo chiede a Jesse di rintracciare il segnale. Charlie da indicazioni tramite la telecamera e cercano di decifrare l'indizio. Rex ritrova la strada per il distretto di polizia portando con se il dardo che lì ha narcotizzati. Charlie continua a mimare indicazioni che però non vengono recepiti dai colleghi. Jo interroga Lisa, la madre di Noel, una delle vittime, per capire se Frost aveva complici o emulatori. La donna ricorda un uomo che le faceva molte domande. Fornisce una descrizione e un nome come Peter o Pat che aveva un pickup rosso. Dai riscontri, Pat Gillespie risulta essere amico di Frost. Raggiungono l'abitazione di Pat e trovano solo un massaggio: "Rip detective Charlie Hudson". Il rapitore chiama per i soldi che non sono disponibili poiché serve tempo per raccoglierli e allora immette fumo dentro la cassa di Charlie. Decifrano gli indizi di Charlie che mimava il gesto di un irrigatore e cosi iniziano le ricerche sulle zone attive con irrigatori attivi. Circoscrivono una zona e rintracciano una cassa dove c'è Pat che è entrato in coma. Anche Jesse pulisce la voce e scopre che non è di Pat ma di una donna. Lisa e il marito Richard aprono la cassa di Charlie per fargli capire chi lo avesse rapito. Loro vogliono vendicarsi della morte del figlio poiché Charlie non volle pagare il riscatto ne seguire la pista del complice di Frost. Charlie racconta che le vittime venivano uccise anche dopo aver pagato il riscatto e che Pat era un informatore della polizia. Voleva evitare che i due, pagando, condannassero a morte il figlio Noel. I colleghi di Charlie comprendono che si trova in un vivaio di alberi di natale di proprietà di Richard. Accorrono sul luogo, Richard spara a Rex che si finge morto per poi attaccarlo alle spalle mentre Lisa scappa ma viene arrestata da Jo. Rex indica dove scavare e Charlie viene salvato. Pat sopravvive risvegliandosi dal coma mentre Charlie e Lisa hanno un confronto serrato, dove lei si scusa.
- Ascolti Italia: telespettatori 444.000 – share 4,20%[8]

## Benzina sul fuoco
- Titolo originale: Fanning The Flames
- Diretto da: Cal Coons
- Scritto da: Jackie May

### Trama
Shawn Mueller muore in un'esplosione nel suo garage provocato da un detonatore messo nel serbatoio dell'auto. Jesse tiene Rex con sé perché Charlie non può portarlo con lui e mentre passeggiano incontra Vina, che ha un cane, e cosi Jesse sfrutta l'occasione e ottiene un'uscita con lei. Leah, moglie di Shawn, viene ascoltata da Charlie presso la sua abitazione ma non fornisce indizi utili all'indagine. Nel frattempo, Charlie nota un ragazzo incappucciato che fugge nonostante sia inseguito da Rex. Charlie torna alla sua auto e comprende che è stata manomessa con un ordigno simile a quello che ha ucciso Shawn. Il detonatore non è collegato quindi Charlie si salva. I due ordigni sono stati preparati dalla stessa persona. Un sospettato è Richie Turner, bombarolo uscito in libertà vigilata da un paio di mesi, precedentemente arrestato da Phil Cummings, ex investigatore ora agente assicurativo. Quest'ultimo racconta di Turner e di come selezioni cosa incendiare o far esplodere. Il suo modus operandi non ha nulla a che fare con questioni personali verso le vittime. Charlie trova e interroga Turner, nel mentre Rex trova molti detonatori nella sua cassetta per attrezzi. Turner reputa che qualcuno voglia incastrarlo e afferma la sua estraneità col caso. Jesse scopre delle foto sul ragazzo misterioso. A quanto pare ruba i pacchi consegnati a domicilio ai proprietari che sono in vacanza. Quindi la squadra crea una trappola mettendo un GPS in un pacco. Questo permette a Rex di fermare Connor, un ragazzo diciottenne, che, interrogato, racconta di aver visto Leah che riceveva visite dal suo amante. Leah ammette tutto e dice che Shawn non sapeva niente, inoltre non aiuta Charlie dandogli il nome dell'amante. Una società edile denuncia il furto di un lotto di detonatori. Si scopre che Leah e Shawn hanno sottoscritto una polizza di due milioni di dollari fatta dall'agente assicurativo Phil. Quest'ultimo viene riconosciuto da Connor come l'amante della moglie di Shawn, il cui vero nome è Leah Parker con alle spalle quattro matrimoni. Shawn aveva costretto Leah a firmare un accordo prematrimoniale che non le avrebbe concesso soldi in caso di divorzio. Presso l'abitazione dell'agente assicurativo, Charlie e Rex trovano taniche di benzina collegate a un detonatore immerso nel serbatoio dell'auto di Phil che giace incosciente in garage. Sopraggiunge Leah e minaccia Charlie di far esplodere tutto con un telecomando. Rex toglie il detonatore dalla bomba e Charlie arresta Leah. Vina scopre la verità rispetto alle bugie dette da Jesse e annulla l'appuntamento.
- Ascolti Italia: telespettatori 422.000 – share 3,20%[9]

## Morte del passato
- Titolo originale: Blood On The Tracks
- Diretto da: Tracey Deer
- Scritto da: Joseph Milando

### Trama
Un gruppo di turisti fa un tour in una chiesa e trovano un morto con una x rossa sulla schiena. È stato ucciso con un colpo di pistola calibro 38. Il modus operandi è lo stesso usato da Duane Laford in tre altri omicidi. Rex trova un gemello con le iniziali O.D. che stanno per Oswald Development, un'azienda immobiliare, il cui proprietario Terrance Oswald corrisponde al cadavere. Duane era il capo di una comunità di Mi'kmaq, ovvero indigeni locali, che si batteva per riportare le terre strappate alla sua comunità evitando la costruzione di un quartiere residenziale da parte della EverMax, società immobiliare, dopo la dismissione della linea ferroviaria. Così, secondo gli inquirenti, Duane uccide tre dirigenti di tale azienda e poi si suicida. Terrance come primo impiego lavorò alla Evermax, questo è il collegamento per gli omicidi. Hudson e Rex sentono Andrew, il figlio di Terrance, che racconta della costruzione di ville in un altro territorio della comunità a Silverdale. Duane ha una figlia, Kiera, che lavora presso il centro della comunità. Qui Rex sente un odore di vernice rossa simile a quello visto sul cadavere così Jessie tenta di trovare chi la vende. Hudson e Rex ascoltano Mia Bailey, manager di Terrance. Rex sente un forte odore provenire dal bagagliaio della donna e trovano dei cartelli imbrattati di vernice rossa che corrisponde a quella che hanno già trovato e Mia dà un alibi. Inoltre, racconta degli investimenti di Terrance in progetti che stavano facendo fallire l'azienda e aggiunge che aveva sostituito i cartelli come detto da Terrance. Con un mandato, Hudson e Rex trovano la vernice rossa nel centro della comunità di Kiera che scappa ma Rex la ferma. Interrogata in centrale, rivela che il padre Duane non è colpevole degli omicidi. Donovan parla con l'ex detective Arnold che si occupò del caso che non è d'aiuto. Terrance aveva cenato in un famoso ristorante di carne Kobe le cui telecamere avevano ripreso una sua chiamata con Mia. Hudson trova quest'ultima morta nella sua auto con lo stesso modus operandi. Andrew racconta che aveva redatto un progetto osteggiato da Kiera e il padre l'aveva rimosso dall'azienda e ora potrebbe essere la prossima vittima. Si scopre che Terrance era il testimone del caso Duane. Arlo, risentito da Donovan, dichiara che il passato deve restare dov'è. Duane in realtà è stato ucciso come confermano le nuove indagini balistiche. Si scopre che Arlo aveva istruito Terrance sul processo e ora è stato aggredito ma fortunatamente è vivo. Nel frattempo Kiera è scomparsa. Hudson trova un microfono sul collare di Rex e Jessie risale alla posizione. Risulta la casa di Andrew. Hudson e Rex trovano sul luogo Kiera e Andrew che lottano ma la ragazza è legata e imbavagliata e Andrew viene attaccato da Rex che viene chiuso fuori casa. Andrew rivela che sin da bambino sapeva che Terrance era l'assassino e lui sta emulando il padre che uccide per averlo estromesso dall'azienda così come Mia mentre Arlo serviva a sviare le indagini per incastrare Kiera. Rex riesce però a fermare Andrew. Hudson raccoglie fondi per il centro della comunità indigena così possono aprire il memorial park per Duane nei territori a loro sottratti. 
- Ascolti Italia: telespettatori 302.000 – share 3,20%[10]

## Cane di punta
- Titolo originale: Top Dog
- Diretto da: Adriana Maggs
- Scritto da: Lori Spring

### Trama
A una mostra canina viene rinvenuto il cadavere di Francis Norton, un concorrente morto a causa della carotide recisa. Si ipotizza una rapina finita male. Rex sente un forte odore provenire da una tenda che viene analizzata. La gara viene interrotta e il giudice Martin protesta. Viene interrogato Anton, concorrente e amico di Francis. Racconta di essere un ex detenuto e di aver conosciuto Francis in un gruppo di alcolisti anonimi. Francis fa entrare Anton nel mondo canino e i due creano un programma per riabilitare i carcerati accoppiandoli con cani che devono essere soppressi. Sarah ricostruisce l'arma del delitto in un modello virtuale e sono delle forbici da toilette per cani. Juliet, una delle partecipanti alla commemorazione per Francis, racconta che il giudice Martin non era al tavolo dei giurati. Ascoltato da Hudson il giudice dichiara che stava guardando i cani da vicino e Rex trova le forbici del delitto in una pianta. Hudson usa il fiuto di Rex per comparare l'odore di Martin con la tenda che risulta diverso. Martin ritiene che a uccidere Francis è stato Sam Barth, un addestratore di cani. I riscontri dicono che il nome è falso ma da un video della mostra individuano il sospetto. Juliet racconta che Sam fumava spesso e Rex trova un ciuffo di peli di cane. L'esame del DNA individua la razza del cane e da li individuano l'appartenenza del cane al programma riabilitativo per i detenuti. Hudson interroga Bianca, amica di Francis, concorrente della mostra e volontaria del programma. Racconta che spesso il carcere assumeva ex detenuti come autisti per trasportare i cani. Così individuano i sospettati: Ryker Williams e Harry Nichol, compagni di cella, che si è finto Sam. Ryker interrogato da Hudson non fornisce informazioni mentre Nichol è irreperibile. Francis aveva intestato al suo cane 3 milioni di dollari e se fosse morto sarebbe stato Anton a occuparsi del cane e dei soldi. Hudson arresta Anton per aver cospirato con Ryker e Harry e aver ucciso Francis. Interrogato, racconta che era lui a dover morire perché nell'ultimo colpo da ladro aveva collaborato con Ryker che aveva sparato al commesso. Così, per salvarsi la pelle ha testimoniato contro Ryker spedendolo in carcere. Ryker e Bianca avevano una relazione che lei ha chiuso con la scusa di essersi innamorata di Francis. Ora si pensa a un omicidio per gelosia. Quindi Bianca aiuta Hudson e parla con Ryker fingendosi ancora presa da lui e rivela che Nichol ha una ragazza che lavora in un ristorante. Harry viene arrestato proprio mentre va dalla fidanzata. Bianca recupera il cane dal carcere ma nel trasportino si nasconde Ryker. Hudson, Sarah e Rex si recano alla mostra e Rex scopre Bianca legata nel furgone e Ryker tenta di uccidere Anton. Quest'ultimo viene colpito e Rex ferma Ryker che viene arrestato. Sarah crede che Bianca e Ryker fossero d'accordo per ottenere i 3 milioni di dollari. Hudson e Rex fermano Bianca mentre tenta di uccidere Anton in ospedale. Bianca rivela di aver manipolato Ryker per far uccidere Francis da Nichol e poi gli ordina di uccidere Anton. Nel frattempo si costruisce un alibi legandosi nel furgone. Anton e Ryker si chiariscono e Hudson chiede a Sarah di occuparsi di Rex se dovesse succedergli qualcosa di brutto.
- Ascolti Italia: telespettatori 435.000 – share 4,80%[11]

## La casa sulla collina
- Titolo originale: Mansion On A Hill
- Diretto da: John Vatcher
- Scritto da: John Callaghan

### Trama
Sarah, Rex e Hudson vanno a una festa tenuta da Fiona, amica di Sarah, e suo marito Russell Matthews per la firma dei documenti con cui hanno acquistato una nuova casa. Fiona è diventata un'imprenditrice da quando ha lanciato la sua app di successo dopo aver lavorato per un'azienda informatica. Arriva anche il notaio Jamie Quinn ma Fiona si sente male. Sarah pensa a un'overdose di fentanyl. Grazie a una dose di naloxone si salva. Purtroppo i soccorsi tardano ad arrivare poiché le strade sono allagate per via di una tempesta. Hudson chiede a Rex di sorvegliare Fiona. Inoltre telefona in centrale e chiede aiuto a Donovan e Jessie. Deve interrogare i presenti separatamente. Inizia da Russell ma nel mentre Rex sente andare via Jamie e la ferma. Lei voleva vedere se nella sua auto ci fosse una fiala di insulina visto che è diventata diabetica. Hudson chiede a Donovan di verificare se dice la verità e prosegue interrogando Tori Hawley, amica ed ex collega di Fiona. Poi tocca a Laura Benante che rivela che di uno come Russell non bisogna fidarsi. Infine, interroga Dean Cody amico di Fiona. Donovan conferma la versione di Jamie e aggiunge che Dean è un ex tossicodipendente. Fiona ha un'altra crisi e Dean cede la sua dose di naloxone che ha con sé. Fiona se la cava di nuovo ma Dean sparisce per liberarsi delle pillole di vicodin che usa da quando è uscito dalla riabilitazione. Inoltre, rivela che Russell aveva una relazione. Hudson, Sarah e Rex cercano prove di questa presunta liaison e Rex trova un secondo telefono. Grazie a questo, scoprono che Russell aveva una relazione con Laura. Rex salva Sarah evitando che beva un bicchiere di scotch che è stato alterato con il fentanyl. Fiona si riprende e dice una parola che Hudson e Sarah interpretano come Tori. Rex sente un odore provenire dal capanno degli attrezzi e si scopre un cadavere di una donna. Hudson aggiorna Donovan e riceve buone notizie visto che le strade riapriranno tra un'ora mentre Jessie aggiunge che Tori avrebbe ricevuto il brevetto dell'app in caso di morte di Fiona. Hudson interroga Tori che si mostra sorpresa del gesto fatto da Fiona. Jessie telefona a Sarah per avere una foto della mano per tentare con il riconoscimento delle impronte digitali. Fiona ha un'altra crisi così come Jamie (per via del diabete) e allora si decide di portarle in ospedale. Con loro vanno Sarah e Russell. Jessie ottiene un riscontro e insieme a Donovan tentano di chiamare Hudson e Sarah ma non c'è campo. Nel frattempo, Rex trova un fazzoletto pieno di sangue nella stanza di Tori che viene arrestata, inoltre trova anche il portafoglio della vittima e i documenti al suo interno la identificano come la vera Jamie. Hudson e Rex cercano di raggiungere Sarah e gli altri mentre Donovan li aggiorna sull'identità della donna ovvero una certa Grace Buckley che vuole vendicarsi di Sarah che ha fatto condannare il marito ed è morto il giorno prima in carcere. Hudson e Rex trovano Sarah che sta aiutando Russell ferito da Grace. Si mettono sulle sue tracce e la trovano. Grace racconta che non voleva fare del male ad altri ma solo a Sarah. Jamie si era accorta di lei e così, presa dal panico, la colpisce e muore. Così decide di prenderne il posto, mette del fentanyl nel bicchiere di Sarah che però viene scambiato e bevuto da Fiona. Così tenta con lo scotch ma Rex fa fallire il nuovo tentativo. Grace tenta di aggredire Hudson ma Rex la ferma e viene arrestata. Fiona si riprende in ospedale. 
- Ascolti Italia: telespettatori 416.000 – share 4,40%[12]

## La vita segreta di Levi
- Titolo originale: The Secret Life Of Levi
- Diretto da: Mars Horodyski
- Scritto da: Vivian Lin e Sonja Bennett

### Trama
Levi Gill, un amico di Jesse e atleta di EA Sports, scompare e la fidanzata Bonnie chiede aiuto a Jesse. Lui chiede a Hudson di prestargli Rex. Si recano nella sala giochi dove Levi compete nei tornei. Qui un giocatore gli mostra un video di Levi, poi il fiuto di Rex individua una sua scarpa con tracce di sangue. Sul luogo arrivano Hudson e Sarah. Credono sia stato messo nel bagagliaio di un'auto e Rex trova un cellulare. Hudson, Rex e Jesse vanno a parlare con Bonnie. Lei racconta del lavoro di Levi e aggiunge che è molto attento a non lasciare informazioni sensibili. Jessie lavora sul cellulare e ottiene una pista su un luogo che frequenta spesso. Hudson e Rex controllano l'abitazione di Reni Gill che si dichiara la moglie di Levi e hanno una figlia di nome Scout. Hudson mette al corrente la donna della doppia vita di Levi. Sarah trova un residuo bianco sulla scarpa di Levi. Jessie racconta la verità a Bonnie e nel mentre riceve la telefonata in cui lo mettono al corrente che hanno trovato lo zaino di Levi. Jessie monitora il torneo di un gioco sperando di trovare il suo amico. Sarah comprende che la sostanza bianca è carburo di silicio ovvero polvere di ceramica. Scoprono un video dove un tizio preleva dei soldi usando il conto corrente di Levi. A casa di Bonnie, Rex fiuta la polvere di ceramica e Hudson la interroga in centrale. Racconta di avere scoperto la verità quando stava preparando le carte per il matrimonio e chiede spiegazione a Levi. Quest'ultimo risponde che è complicato e lei rompe un piatto. Levi si ferisce per raccogliere i cocci ed ecco spiegato la polvere e le tracce di sangue sulla scarpa. Bonnie rivela anche che era lei il tizio che ha prelevato i soldi in banca perché è incinta. Dai riscontri risulta che Levi è schedato già per un furto di venticinquemila dollari in bitcoin. La nuova pista è quella di trovare un'auto rubata ieri sera e così Hudson e Rex vanno in un'officina. Qui però trovano solo un cappellino. Jessie e Sarah scoprono da una foto che non è il vero Levi. Così cercano di ricostruire un albero genealogico partendo da una banca dati del DNA dove ottengono una corrispondenza con Dev Berman, un bisnonno, da cui possono partire per capire chi è questo falso Levi. Così si arriva a Armond Modi. Rintracciano una zia di Modi che racconta del brutto giro in cui era finito il nipote. Quando viene obbligato a rubare i bitcoin decide di scappare e tenerli per pagare le cure di fine vita della madre malata. Reni racconta a Hudson di conoscere la verità. Ha conosciuto Modi quando, a causa di un tumore, voleva trovare Levi, ovvero il vero padre di sua figlia, perché temeva che la piccola rimanesse orfana. Così scopre che Levi è morto e fa un accordo con Modi che, per mantenere la falsa identità, le versa diecimila dollari e si occupa di Scout quando lei sta male o studia per gli esami di medicina. Jessie decifra un messaggio di Modi sul torneo che sta seguendo e gli indica di recarsi nella sala giochi. Qui trova una pendrive e viene aggredito da due malviventi che scappano quando intervengono Hudson e Rex. La pendrive contiene un portafoglio virtuale con bitcoin per un valore superiore ai trecentomila dollari. Con l'aiuto di Bonnie e della moglie individuano l'avatar che Modi usa nel gioco. Individuano in Hector Hughes uno degli aggressori di Jessie che corrisponde al giocatore che gli aveva dato il primo video. Inoltre, lavorava per l'azienda dove è avvenuto il furto di Bitcoin. Dai suoi social, individuano il ragazzo dell'officina. Così, Hudson, Jessie e Rex si recano lì dove Modi è tenuto in ostaggio e da dove gioca. Hector e il suo scagnozzo scoprono Jessie e lo prendono in ostaggio. Gli consegna la pendrive con i soldi ma vogliono anche il primo premio del torneo che Modi vince. Hector vuole ucciderli comunque ma Hudson e Rex intervengono e li fermano e poco dopo arriva Donovan con i rinforzi. I criminali vengono arrestati. Hector interrogato rivela il suo piano con la complicità di suo cugino Bailey. Modi ottiene i servizi sociali e la moglie chiude il caso Levi. Modi chiede a Bonnie di sposarlo e a Jesse di officiare il matrimonio.
- Ascolti Italia: telespettatori 305.000 – share 3,10%[13]

## Niente è come sembra
- Titolo originale: Seeing Is Deceiving
- Diretto da: Harvey Crossland
- Scritto da: Derek Schreyer

### Trama
Margot Novak, una prestigiatrice di trentaquattro anni, muore mentre prova un nuovo numero da presentare in un concorso di magia. Rex incontra il suo gemello Otto per aiutarlo visto che potrebbe diventare un cane poliziotto. Hudson viene chiamato a indagare e inizia interrogando Holly, l'assistente di Margot. Lei reputa che non sia stato un incidente e Sarah conferma poiché è stata strangolata con una corda diversa rispetto a quella del numero. Sulla scena del crimine, Rex trova un capello rosso accesso e fiuta qualcosa in fondo alla gola del cadavere di Margot. Sarah recupera una carta da gioco arrotolata e risulta essere un tre di fiori. Gli avversari di Margot nel concorso di magia erano Amal Khan e Talon. Quest'ultimo viene ascoltato e rivela di avere una relazione segreta con la vittima e per ufficializzarla si erano fatti vedere insieme mentre bevevano drink. Sarah non riscontra tracce di alcool nel sangue e parla a Hudson di una candidatura che ha presentato tempo fa per lavorare nella polizia inglese. Jessie scopre in una chatroom dell'astio tra Talon e Margot per via di uno scherzo fatto da lei durante un numero di carte di lui. Amal viene interrogato da Hudson e racconta di aver visto Margot bere molti shoot e giustifica la non presenza di alcool nel sangue con un trucco di magia. Rivela anche della presenza di un'altra prestigiatrice dai capelli rossi che era sempre con Margot. Jessie trova una foto di Holly con Margot e sullo sfondo questa donna misteriosa. Holly racconta che si chiama Charlotte e fa parte della bacchetta nera, un club di maghi di alto livello. Aggiunge di aver firmato un accordo di riservatezza che mostra ad Hudson. Si tratta soltanto di fogli bianchi che Sarah analizza e riscontra l'uso di un sofisticato inchiostro simpatico che si cancella. Hudson vuole interrogare Amal che tenta di scappare usando dei trucchi ma Rex riesce a fermarlo. Voleva recuperare una videocamera che ha piazzato per scoprire i trucchi di Margot. I filmati mostrano Charlotte e Donovan si concentra su una borsetta mentre Jessie rintraccia il negozio dove è stata venduta, così scoprono che Charlotte ha lasciato in conto vendita la sua vecchia borsa. Sarah analizza il capello che è di una parrucca mentre nella borsetta trova una chiave che a Hudson sembra familiare. La chiave apre un comparto segreto in cui ci sono dei guanti rossi e un biglietto di una caffetteria. Hudson e Rex seguono le tracce e finalmente trovano Charlotte che in realtà è Pam. Racconta che lavorava con Margot in segreto per sfruttata la loro somiglianza nei numeri di magia, inoltre le due sono sorelle date in adozione dalla madre. Aggiunge anche che hanno litigato il giorno prima della morte per una versione egiziana del numero che per lei era troppo pericolosa. Le indagini proseguono e Hudson e Rex scoprono che nel mazzo di Amal manca il tre di fiori. Interrogato, rivela che era innamorato di Margot e gli ha insegnato un nodo a strozzo per il suo numero. Quando scopre che è morta le mette la carta per incastrare Talon e non rischiare di perdere il suo lavoro. Una parte del mistero è così svelata ma l'autopsia confonde le acque sull'ora della morte. Tuttavia, Hudson pensa di aver risolto il caso. Così invita Pam alla cerimonia per Margot dove Talon fa un numero con Rex e Otto. Questo serve a provare che ad uccidere Margot è stata la sorella che viene arrestata. Infatti l'autopsia certifica che è morta diverse ore prima del numero. Pam aveva una relazione con Talon che credeva fosse Margot. Quest'ultima tenta di sfruttarla a suo vantaggio per i suoi numeri. Pam stanca dei soprusi della sorella la lega per il numero e la lascia nel sarcofago per ore. Quando torna per liberarla, Margot è morta. Pam mette su tutto quel teatrino per salvarsi. Otto è candidato per diventare un cane poliziotto. Sarah riceve la proposta ufficiale di lavorare per la polizia inglese e dice a Hudson che non sa cosa fare.
- Ascolti Italia: telespettatori 358.000 – share 3,60%[14]

## L'arte della rapina
- Titolo originale: The Art Of The Steal
- Diretto da: Eleanore Lindo
- Scritto da: Vivian Lin

### Trama
Hudson e Rex sono in banca e accade una rapina. Annie Kang, una cliente della banca, diventa ostaggio quando il ladro la porta con sé nel caveau. Hudson dà l'allarme con il telefonino. Nel frattempo stanno arrivando i rinforzi, ma Hudson si fa scappare il ladro e Rex lo insegue inutilmente. Il ladro perde il cappello. Sarah e Hudson ispezionano la scena del crimine e Rex trova un frammento di metallo dell'arma del ladro. Quest'ultimo ha rubato 50.000 dollari in cassa e 150.000 dollari nelle cassette di sicurezza. La stranezza è che l'allarme automatico non è partito. Annie racconta di aver visto l'aspetto fisico del ladro visto che gli sono scivolati il cappello e gli occhiali. David Mason, investigatore privato, lavora per conto di uno dei clienti della banca. Tra lo staff della filiale manca il vice direttore Will Kassabian che è andato a pranzo e ha il codice che silenzia l'allarme. Mark Sainz, un musicista di strada, racconta a Hudson che Will è andato verso il parcheggio da dove e poi uscito un uomo con la coda di cavallo. Nell'auto di Will trovano la parrucca e così viene arrestato. Rex però continua ad abbaiare a Mark che probabilmente è implicato nella vicenda. Mark viene arrestato e in centrale conferma la versione già data. Hudson chiede a Mark di fornirgli il suo vecchio nome visto che l'ha cambiato ma lui chiede di avere il suo avvocato. Il ragazzo appartiene alla ricca famiglia dei Sanford e ha diversi precedenti. Inoltre sua madre Linda è morta in un incidente d'auto dove lui e il padre si sono salvati. Annie fa il riconoscimento e conferma che Will è il ladro. Annie è una studentessa d'arte. Ci sono altre due rapine simili a quella del caso. Donovan dice che il sistema d'allarme è stato inserito e disattivato due volte e Hudson pensa sia stato hackerato. Jessie controlla la scatola di derivazione telefonica dove trova il cavo tagliato e poi usato per inserirlo in un congegno esterno al sistema dove attivare e disattivare il codice in automatico. Mason ha fotografato la scatola e Hudson ottiene le foto con un mandato. A cena da Hudson, Sarah racconta che il frammento era stato stampato in 3D quindi anche l'arma che non può sparare più di tre colpi. Si scopre che nella prima rapina Annie era ostaggio sotto il nome di Stacy Liu. Nella seconda rapina il testimone era Mark. Annie in realtà è Anastasia Liu-Kang, ricca di famiglia e drogata di adrenalina. Inoltre è andata a scuola con Mark. Presso il laboratorio di Anastasia, trovano Mark e Anastasia rivela a Sarah che usa una stampante 3D per le sue opere d'arte. Hudson li ammonisce dicendo che ormai è soltanto una questione di tempo ma verranno arrestati. Hudson racconta a Will che già altri impiegati come lui sono stati accusati delle rapine. Così decide di parlare e rivela che quando il suo matrimonio era in crisi incontro in un bar Annie con la quale iniziò una relazione. Lei iniziò a ricattarlo con delle foto compromettenti per ottenere il codice della banca. Si tenevano in contatto con un account di cui da la password a Hudson. Jessie ci trova le foto e da queste Hudson comprende che le ha scattate Mason. Lui racconta che lavora per Mark mentre Rex trova lo sblocca codice nella portiera della sua auto. Così viene arrestato e interrogato ammette che è stato assunto da Mark perché il ragazzo aveva scoperto che suo padre non corrisponde anche come quello biologico. Così visto che il padre non gli racconta la verità decide di fare le rapine per trovare i documenti che nasconde in una delle sei diverse cassette di sicurezza che ha in diverse banche. Così deve rapinarle una ad una. Mason decide di seguire Mark per prendere il congegno e assicurarsi la carta esci di prigione. Mason da a Hudson la lista delle banche. Jessie hackera l'account di Anastasia e trova la prossima vittima in un direttore di banca. Si scopre che Mark e Anastasia stanno per rapinare una banca. Hudson e Rex tentano di fermarli ma si trovano nel bel mezzo di un flash mob dove sono tutti travestiti nello stesso modo. Nonostante tutto arrestano Anastasia mentre Mark viene fermato da Donovan e il padre. Quest'ultimo gli confessa che sua madre Linda ha avuto una relazione extraconiugale quando il loro matrimonio era in crisi e ne rimase incinta. Per fortuna il ragazzo si arrende. A cena da Hudson tutti si complimentano con Rex per il suo fiuto.
- Ascolti Italia: telespettatori 199.000 – share 2,00%[15]